# Аросемена, Пабло
Пабло Аросемена Альба (исп. Pablo Arosemena Alba, 24 сентября 1836, городе Панама — 29 августа 1920, там же) — южноамериканский государственный деятель, и. о. президента Панамы (1910—1912).

## Биография
После учёбы в Боготе в 1853 году вернулся на родину, где шло строительство железной дороги. В 1856 году вместе с Хилем Колунхе основал газету «El Centinela». С 19 лет занимал различные административные посты. В 1858, 1859, 1869,1870,1873 и 1885 годах избирался в Законодательное собрание Суверенного штата Панама.
В 1874 году был избран в Конгресс Колумбии, затем был министром финансов, внутренних и внешних дел, послом в Эквадоре, Боливии, Перу и Чили.
После провозглашения независимости Панамы в США тут же была послана делегация из Мануэля Амадора, Федерико Бойда и Пабло Аросемены для обсуждения вопросов, связанных с Панамским каналом, однако по прибытии на место она обнаружила, что США уже только что заключили соответствующий договор. По возвращении на родину председательствовал в Национальном Конституционном Конвенте, который избрал в качестве первого президента страны Мануэля Амадора.
Панама унаследовала систему управления от Колумбии: здесь не было поста вице-президента, а были посты «Designado Presidencial» — первый (Primer) и второй (Segundo) (а в Колумбии — ещё и третий (Tercer)); занимающие эти посты люди должны были исполнять обязанности президента (в указанном порядке) в случае его отсутствия (а также невозможности исполнения президентских обязанностей предыдущим Designado Presidencial). Ещё в 1880 году, когда Панама была частью Соединённых Штатов Колумбии, Пабло Аросемена был колумбийским Tercer Designado. Когда в 1908 году президентом Панамы был избран Хосе Доминго де Обальдия, то Primer Designado стал Хосе Агустин Аранго, а Segundo Designado — Карлос Антонио Мендоса. Но Аранго скончался в 1909 году, и поэтому, когда 1 марта 1910 года скончался президент Обальдия, в соответствии с Конституцией страны Мендоса стал исполняющим обязанности президента.
Мендоса не устраивал Консерваторов (и поддерживающих их США), поэтому осенью 1910 года состоялись выборы новых исполняющих обязанности. Новым Primer Designado стал Пабло Аросемена, а Segundo Designado — Федерико Бойд, которому и пришлось исполнять обязанности президента страны, пока Аросемена, бывший в тот момент послом в Чили, не вернулся на родину. Практически сразу после начала его президентства начались обвинения в непотизме и нецелевой трате общественных средств; дело дошло до того, что Национальная ассамблея Панамы запретила размещение в США денежного займа. Среди достижений его правительства отмечается завершение строительства зданий Национального института, а также инициатива 1910 года о предоставлении Национальному банку права выпускать бумажные деньги, известные как панамский бальбоа.
Был избран на пост главы государства в 1910 году при условии, что он не будет баллотироваться на выборах 1912 года, так как существовало джентльменское соглашение о поддержке на этих выборах Белисарио Порраса. Выступал сторонником вмешательства США в дела Панамы, поддержал статью 136 Конституции 1904 г. В марте 1912 г. он обратился с просьбой о том, чтобы США наблюдали за избирательным процессом в надежде выставить свою кандидатуру. Оппозиция, со своей стороны, также поддержала эту просьбу.
По окончании президентства вернулся к частной жизни, работая на Панамской железной дороге.
Также призвал Соединенные Штаты вмешаться в избирательную кампанию 1916 года, однако эта просьба была отклонена госсекретарем США.